# Campolina

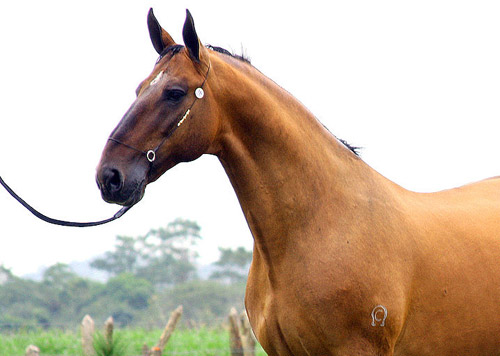
De typerende bolvormige neus is goed zichtbaar

De campolina is een paardenras uit Brazilië. Het is een van de grotere rassen van Zuid-Amerika en is te herkennen aan hun unieke, bol gevormde neus. Het is een gangenras dat de telgang en een mooie gelijke gang heeft.

## Uiterlijk
- De stokmaat van het ras is gemiddeld 152 à 168 centimeter.
- De nek is gespierd, goed in proportie en gewelfd. De borst ligt diep en is wijd.
- De rug is van een gemiddelde lengte. De manen en staart zijn zijdezacht en de staart is behoorlijk laag aangezet.
- Hij heeft sterke benen en gewrichten en mooie pezen die erg welomschreven zijn. De hoeven zijn rond, hard, donker en effen.
- De campolina kan alle kleuren hebben en heeft een bolvormige neus, maar het is geen ramsneus.

## Karakter
De campolina heeft een erg trots karakter, is goed gemanierd en is makkelijk om mee om te gaan. Hij gedraagt zich goed en is erg actief. Hij wil graag leren en is zeer volgzaam.

## Gebruik
Het ras wordt veel gebruikt voor recreatie, mennen en dressuur.

## Afbeeldingen

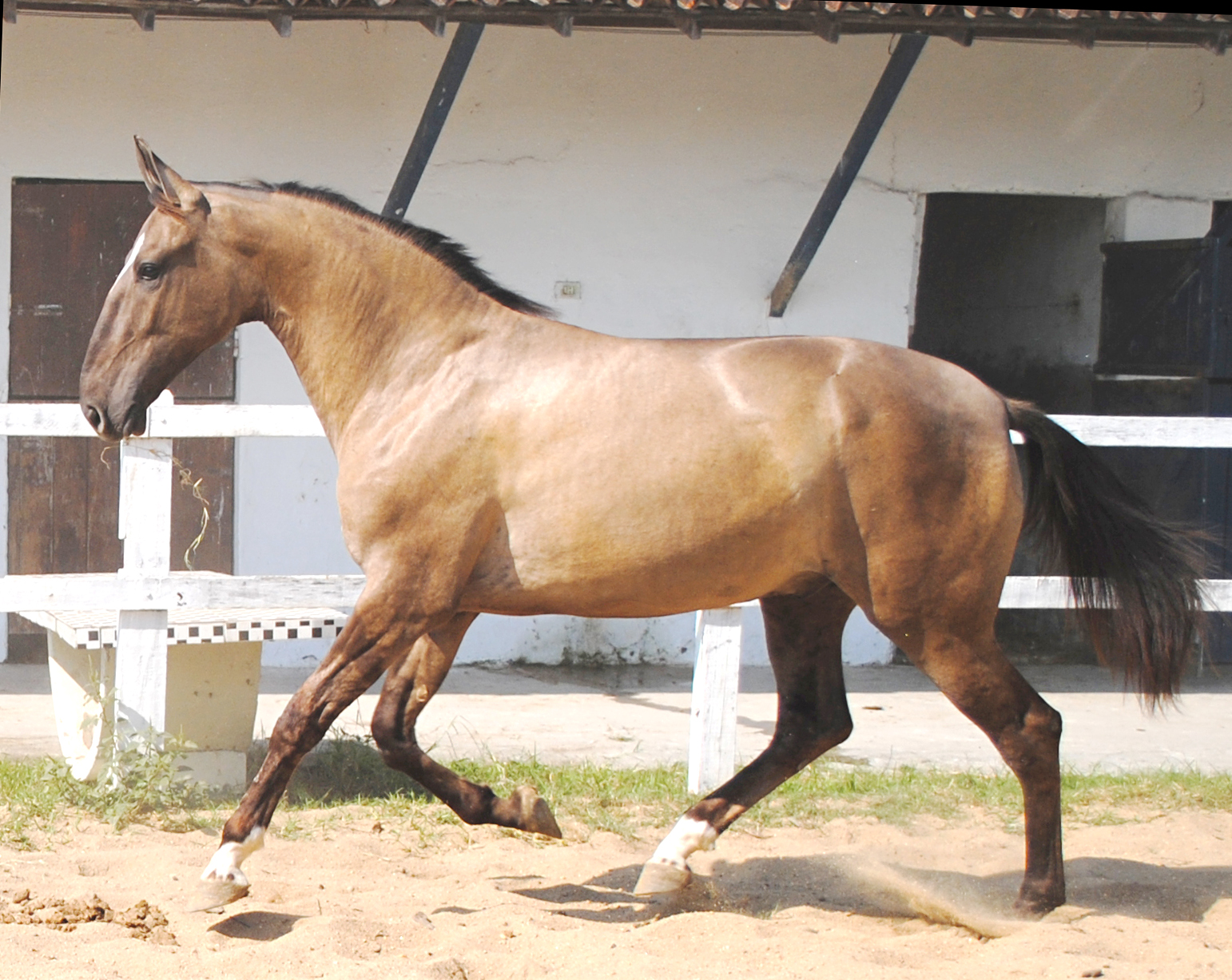
nieuw lichter type campolina
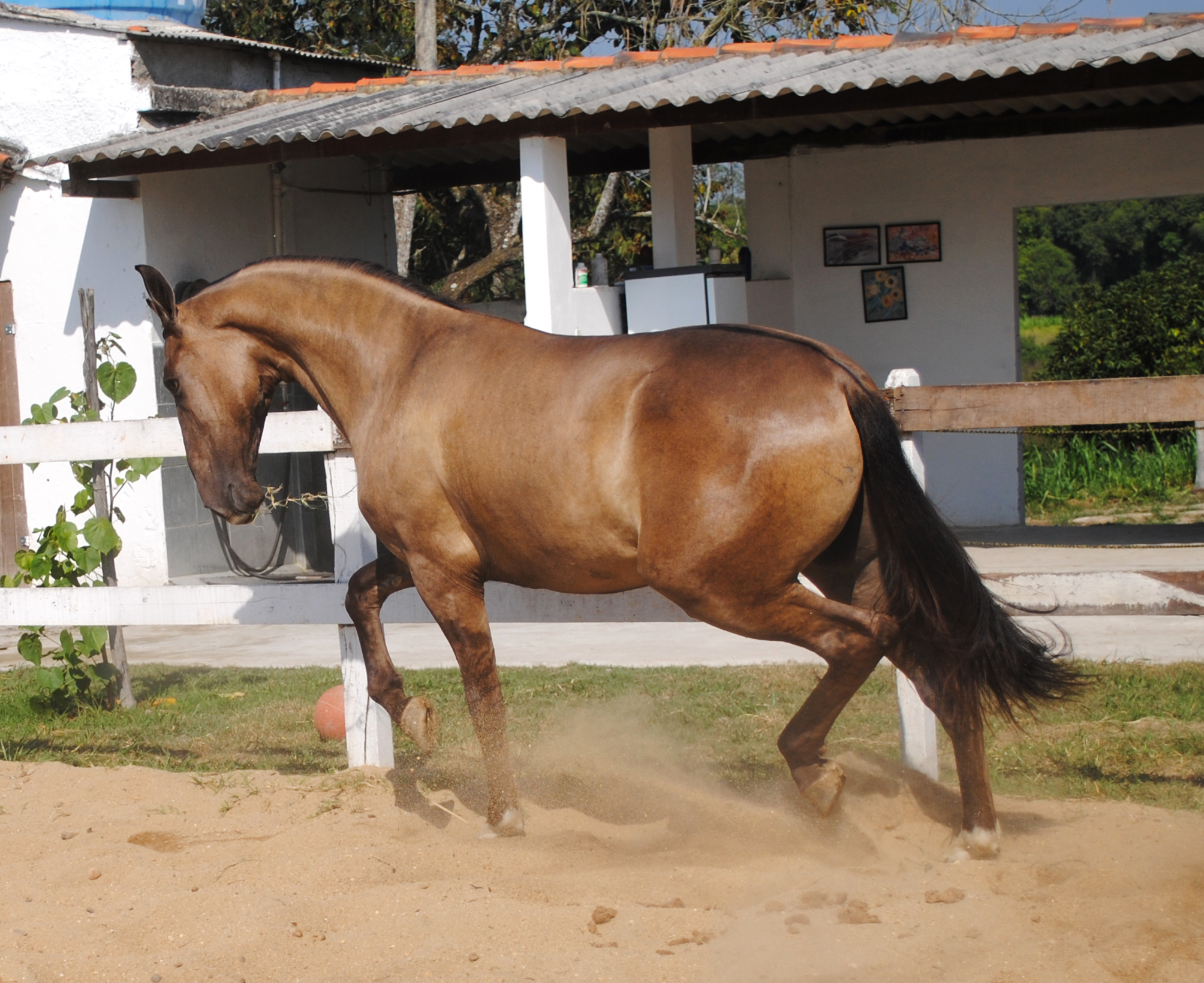
jonge hengst toont speciale gang